# Światowe Igrzyska Kobiet
Światowe Igrzyska Kobiet (Women’s World Games) – wielkie międzynarodowe zawody sportowe kobiet, organizowane czterokrotnie w latach 1922–1934 przez Międzynarodową Federację Sportu Kobiet (Fédération Sportive Féminine Internationale), kierowaną przez Alice Milliat. Program Igrzysk obejmował początkowo wyłącznie konkurencje lekkoatletyczne (1922 i 1926), później również koszykówkę i piłkę ręczną.
Zawody określano początkowo mianem Kobiecej Olimpiady (Women’s Olympic Games), jednak po protestach Międzynarodowego Komitetu Olimpijskiego (IOC) przemianowano je w 1926 r. na Światowe Igrzyska Kobiet.
Polskie zawodniczki wzięły w nich udział po raz pierwszy w 1926 r. i od początku zaczęły osiągać wielkie sukcesy. Największą gwiazdą Igrzysk w 1930 r. była Stanisława Walasiewiczówna.
| Lp. | Rok  | Miasto   | Państwo         | Klasyfikacja drużynowa                                            |
| --- | ---- | -------- | --------------- | ----------------------------------------------------------------- |
| 1   | 1922 | Paryż    | Francja         | 1. Wielka Brytania – 50 2. Stany Zjednoczone – 31 3. Francja – 29 |
| 2   | 1926 | Göteborg | Szwecja         | 1. Wielka Brytania – 50 2. Francja – 22 3. Szwecja – 20           |
| 3   | 1930 | Praga    | Czechosłowacja  | 1. Niemcy – 57 2. Polska – 26 3. Wielka Brytania – 19             |
| 4   | 1934 | Londyn   | Wielka Brytania | 1. Niemcy – 95 2. Polska – 33 3. Wielka Brytania – 31             |

## Medalistki

### bieg na 60 metrów
| Rok  | Złoto                        | Srebro                | Brąz                 |
| ---- | ---------------------------- | --------------------- | -------------------- |
| 1922 | Marie Mejzlíková – 7.6       | Mary Lines – 7.7      | Nora Callebout – 7.8 |
| 1926 | Marguerite Radideau – 7.8    | Florence Haynes – 7.8 | Rose Thompson – 7.8  |
| 1930 | Stanisława Walasiewicz – 7.7 | Lisa Gelius – 7.8     | Kinue Hitomi – 7.8   |
| 1934 | Stanisława Walasiewicz – 7.6 | Grete Kuhlmann        | Ethel Johnson        |

### bieg na 100jardów
| Rok  | Złoto                      | Srebro               | Brąz                |
| ---- | -------------------------- | -------------------- | ------------------- |
| 1922 | Nora Callebout – 12.0      | Marie Mejzlíková     | Mary Lines          |
| 1926 | Marguerite Radideau – 11.8 | Rose Thompson – 11.8 | Kinue Hitomi – 12.0 |

### bieg na 100 metrów
| Rok  | Złoto                         | Srebro                        | Brąz               |
| ---- | ----------------------------- | ----------------------------- | ------------------ |
| 1930 | Stanisława Walasiewicz – 12.5 | Tollien Schuurman – 12.6      | Lisa Gelius – 12.6 |
| 1934 | Käthe Krauß – 11.9            | Stanisława Walasiewicz – 11.9 | Eileen Hiscock     |

### bieg na 200 metrów
| Rok  | Złoto                         | Srebro                        | Brąz                   |
| ---- | ----------------------------- | ----------------------------- | ---------------------- |
| 1930 | Stanisława Walasiewicz – 25.7 | Tollien Schuurman – 25.8      | Nellie Halstead – 26.0 |
| 1934 | Käthe Krauß – 24.9            | Stanisława Walasiewicz – 25.0 | Eileen Hiscock – 25.2  |

### bieg na 250 metrów
| Rok  | Złoto                 | Srebro             | Brąz                       |
| ---- | --------------------- | ------------------ | -------------------------- |
| 1926 | Eileen Edwards – 33.4 | Vera Palmer – 34.6 | Marguerite Radideau – 35.4 |

### bieg na 300 metrów
| Rok  | Złoto             | Srebro     | Brąz          |
| ---- | ----------------- | ---------- | ------------- |
| 1922 | Mary Lines – 44.8 | Alice Cast | André Darreau |

### bieg na 800 metrów
| Rok  | Złoto                   | Srebro                   | Brąz                 |
| ---- | ----------------------- | ------------------------ | -------------------- |
| 1930 | Gladys Lunn – 2:21.9    | Marie Dollinger – 2:22.0 | Brita Löven – 2:24.8 |
| 1934 | Zdena Koubková – 2:12.8 | Märtha Wretman – 2:13.8  | Gladys Lunn – 2:14.2 |

### bieg na 1000 metrów
| Rok  | Złoto                  | Srebro                    | Brąz                   |
| ---- | ---------------------- | ------------------------- | ---------------------- |
| 1922 | Lucie Breard – 3:12.0  | Georgette Lenoir – 3:12.2 | Phylis Hall            |
| 1926 | Edith Trickey – 3:08.8 | Inga Gentzel – 3:09.4     | Louise Bellon – 3:10.4 |

### bieg na 80 metrów przez płotki
| Rok  | Złoto                 | Srebro                  | Brąz                   |
| ---- | --------------------- | ----------------------- | ---------------------- |
| 1930 | Maj Jakobsson – 12.4  | Gerda Pirch – 12.7      | Ursula Birkholz – 12.7 |
| 1934 | Ruth Engelhard – 11.6 | Elizabeth Taylor – 11.7 | Violet Webb – 12.0     |

### bieg na 100 jardów przez płotki
| Rok  | Złoto                   | Srebro             | Brąz                   |
| ---- | ----------------------- | ------------------ | ---------------------- |
| 1922 | Camille Sabie – 14.4    | Hilda Hatt – 14.8  | Geneviève Laloz – 15.0 |
| 1926 | Ludmila Sychrová – 14.4 | Edith White – 14.8 | Hilda Hatt – 15.0      |

### skok wzwyż
| Rok  | Złoto                              | Srebro             | Brąz                  |
| ---- | ---------------------------------- | ------------------ | --------------------- |
| 1922 | Hilda Hatt & Nancy Voorhees – 1.46 | –                  | Ivy Lowman – 1.42     |
| 1926 | Hélène Bons – 1.50                 | Hilda Hatt – 1.45  | Inga Broman – 1.45    |
| 1930 | Inge Braumüller – 1.57             | Lien Gisolf – 1.57 | Helma Notte – 1.53    |
| 1934 | Selma Grieme – 1.55                | Mary Milne – 1.525 | Margaret Bell – 1.525 |

### skok w dal
| Rok  | Złoto                  | Srebro                   | Brąz                   |
| ---- | ---------------------- | ------------------------ | ---------------------- |
| 1922 | Mary Lines – 5.06      | Elizabeth Stine – 5.025  | Camille Sabie – 4.96   |
| 1926 | Kinue Hitomi – 5.50    | Muriel Gunn – 5.44       | Zdena Smolová – 5.28   |
| 1930 | Kinue Hitomi – 5.90    | Muriel Cornell – 5.76    | Selma Grieme – 5.71    |
| 1934 | Traute Göppner – 5.805 | Hedwig Bauschulte – 5.79 | Zdena Koubková – 5.695 |

### skok w dal z miejsca
| Rok  | Złoto                 | Srebro               | Brąz                              |
| ---- | --------------------- | -------------------- | --------------------------------- |
| 1922 | Camille Sabie – 2.485 | Mary Hughes – 2.405  | Henriette Comte-Anavoisard – 2.34 |
| 1926 | Kinue Hitomi – 2.49   | Zdena Smolová – 2.47 | Barbara Halliday – 2.37           |

### pchnięcie kulą
| Rok  | Złoto                     | Srebro                  | Brąz                      |
| ---- | ------------------------- | ----------------------- | ------------------------- |
| 1930 | Grete Heublein – 12.49    | Gustel Hermann – 12.12  | Liesl Perkaus – 11.48     |
| 1934 | Gisela Mauermayer – 13.67 | Tilly Fleischer – 12.10 | Štepánka Pekárová – 11.82 |

### pchnięcie kulą oburącz (3.628 kg)
| Rok  | Złoto                   | Srebro                          | Brąz                     |
| ---- | ----------------------- | ------------------------------- | ------------------------ |
| 1922 | Lucile Godbold – 20.22  | Violette Gourard-Morris – 19.85 | Maud Rosenbaum – 17.37   |
| 1926 | Mária Vidláková – 19.54 | Elsa Svensson – 19.42           | Halina Konopacka – 19.25 |

### rzut dyskiem
| Rok  | Złoto                    | Srebro                    | Brąz                      |
| ---- | ------------------------ | ------------------------- | ------------------------- |
| 1926 | Halina Konopacka – 37.71 | Kinue Hitomi – 33.62      | Elsa Svensson – 31.72     |
| 1930 | Halina Konopacka – 36.80 | Tilly Fleischer – 35.82   | Vittorina Vivenza – 35.23 |
| 1934 | Jadwiga Wajs – 43.795    | Gisela Mauermayer – 40.65 | Käthe Krauß – 39.875      |

### rzut oszczepem
| Rok  | Złoto                   | Srebro                   | Brąz                  |
| ---- | ----------------------- | ------------------------ | --------------------- |
| 1930 | Liesel Schumann – 42.32 | Augustine Hargus – 40.99 | Kinue Hitomi – 37.01  |
| 1934 | Lisa Gelius – 42.435    | Herma Bauma – 40.30      | Luise Krüger – 40.095 |

### rzut oszczepem oburącz
| Rok  | Złoto                       | Srebro                 | Brąz                   |
| ---- | --------------------------- | ---------------------- | ---------------------- |
| 1922 | Francesca Pianzola – 43.24  | Yvonne Gancel – 41.62  | Lucile Godbold – 39.70 |
| 1926 | Anne-Lise Adelskold – 49.15 | Louise Fawcett – 45.41 | Marta Hallgren – 45.06 |

### trójbój
(oszczep, wzwyż, 100 m)
| Rok  | Złoto                  | Srebro             | Brąz                |
| ---- | ---------------------- | ------------------ | ------------------- |
| 1930 | Ellen Braumüller – 198 | Kinue Hitomi – 194 | Ruth Svedberg – 175 |

### pięciobój
(kula, w dal, 100 m, wzwyż, oszczep)
| Rok  | Złoto                   | Srebro            | Brąz                    |
| ---- | ----------------------- | ----------------- | ----------------------- |
| 1934 | Gisela Mauermayer – 377 | Grete Busch – 320 | Štepánka Pekárová – 316 |

### chód na 1000 metrów (bieżnia)
| Rok  | Złoto                   | Srebro                   | Brąz                  |
| ---- | ----------------------- | ------------------------ | --------------------- |
| 1926 | Daisy Crossley – 5:10.0 | Albertine Regel – 5:12.4 | tylko dwie startujące |

### sztafeta 4 × 110 jardów
| Rok  | Złoto                                                                               | Srebro         | Brąz                  |
| ---- | ----------------------------------------------------------------------------------- | -------------- | --------------------- |
| 1922 | Wielka Brytania – 51.8 Mary Lines Nora Callebout Daisy Leach Muriel Porter          | Francja        | Czechosłowacja        |
| 1926 | Wielka Brytania – 49.8 Dorothy Scouler Florence Haynes Eileen Edwards Rose Thompson | Francja – 51.2 | Czechosłowacja – 52.8 |

### sztafeta 4 × 100 metrów
| Rok  | Złoto         | Srebro                                                                      | Brąz                                                                                    |
| ---- | ------------- | --------------------------------------------------------------------------- | --------------------------------------------------------------------------------------- |
| 1930 | Niemcy – 49.9 | Wielka Brytania – 50.5 Ethel Scott Ivy Walker Eileen Hiscock Daisy Ridgeley | Polska – 50.8 Alina Hulanicka Maryla Freiwald Stanisława Walasiewicz Felicja Schabińska |
| 1934 | Niemcy – 48.6 | Holandia – 50.0                                                             | Austria – 51.2                                                                          |

## Polskie osiągnięcia

### Göteborg 1926
- 1. miejsce – Halina Konopacka, rzut dyskiem, 37.71
- 3. miejsce – Halina Konopacka, pchnięcie kulą oburącz (3.628 kg), 19.25
- 6-7. miejsce – Antonina Taborowicz, skok wzwyż, 1.40
- 7. miejsce – Janina Grabicka, bieg na 60 metrów, 8.2
- 7. miejsce – Wacława Sadkowska, skok w dal, 4.77
- 8. miejsce – Halina Konopacka, skok wzwyż, 1.35
- 8. miejsce – Halina Konopacka, rzut oszczepem oburącz (800 g), 40.10

### Praga 1930
- 1. miejsce – Stanisława Walasiewicz, bieg na 60 metrów, 7.7
- 1. miejsce – Stanisława Walasiewicz, bieg na 100 metrów, 12.5
- 1. miejsce – Stanisława Walasiewicz, bieg na 200 metrów, 25.7
- 1. miejsce – Halina Konopacka, rzut dyskiem, 36.80
- 3. miejsce – sztafeta 4 × 100 m (Alina Hulanicka, Maryla Freiwald, Stanisława Walasiewicz, Felicja Schabińska), 50.8
- 4. miejsce – Gertruda Kilos, bieg na 800 metrów, 2:26.8
- 4. miejsce – Maryla Freiwald, bieg na 80 metrów przez płotki, 12.8
- 4. miejsce – Sonia Lewin, pchnięcie kulą, 11.41
- 5. miejsce – Wanda Jasieńska, pchnięcie kulą, 11.21
- 8. miejsce – Stanisława Walasiewicz, rzut oszczepem, 30.24

### Londyn 1934
- 1. miejsce – Stanisława Walasiewicz, bieg na 60 metrów, 7.7
- 1. miejsce – Jadwiga Wajs, rzut dyskiem, 43.795
- 2. miejsce – Stanisława Walasiewicz, bieg na 100 metrów, 11.9
- 2. miejsce – Stanisława Walasiewicz, bieg na 200 metrów, 25.0
- 4. miejsce – Jadwiga Wajs, pchnięcie kulą, 11.50
- 4. miejsce – Maria Kwaśniewska, rzut oszczepem, 39.21
- 5. miejsce – Genowefa Cejzik, pchnięcie kulą, 10.61
- 5. miejsce – Genowefa Cejzik, rzut dyskiem, 36.12
- 6. miejsce – Maria Kwaśniewska, pięciobój, 245 pkt.